# Tadžiščina
Tadžiščina (tadžiško  тоҷикӣ) je iranski jezik, različica moderne perzijščine, ki jo govorijo v Tadžikistanu, v Srednji Aziji. Tadžiščina se piše v cirilici. Govorci večinoma živijo v Tadžikistanu in Uzbekistanu.
Nekoč je bil tadžiški jezik samo severovzhodno narečje perzijščine. Na koncu 19. stoletja so Rusi zavzeli današnje območje Tadžikistana. V sovjetski dobi so uvedli šolsko izobraževanje in dovolili tudi pouk v lokalnem narečju. V 20-ih letih 20. stoletja se je izoblikovala knjižna tadžiščina. Učitelj in prvi predsednik Tadžiške Znanstvene Akademije Sadredin Ajni ter ljudski zbiralec in prevajalec Abolkasem Lahuti (po rodu iz Irana) sta ustvarila književnost in leposlovje v tadžiščini.
Na tadžiški standardni jezik sta veliko vplivala ruščina in uzbeščina, a danes si tadžiška vlada prizadeva počistiti tadžiščino od ruskih in altajskih vplivov, da bi bila bolj podobna perzijščini in darijščini v Afganistanu.
Tadžiki v Afganistanu govorijo darijski jezik in uporabijo arabsko pisavo.